# Волков, Виктор Николаевич (Герой Социалистического Труда)
Виктор Николаевич Волков (1927 — ?) — бригадир токарей-расточников завода «Калугаприбор», Герой Социалистического Труда.
Родился в 1927 году в деревне Михеево Детчинской волости Малоярославецкого уезда Калужской губернии.
В 1944 году поступил в военное училище и после его окончания служил в армии на офицерских должностях. Награждён медалями «За победу над Германией в Великой Отечественной войне 1941—1945 гг.» (09.05.1945) и «За боевые заслуги» (26.10.1955, по выслуге лет).
Попал под хрущёвское сокращение армии и в 1957 году был уволен в запас. Работал токарем-расточником на Калужском турбинном заводе. В 1960 году перешёл в металлообрабатывающий цех № 5 завода «Калугаприбор».
За короткий период повысил свою квалификацию с 4-го до 6-го разряда, стал высококлассным специалистом холодной обработки металла. По результатам работы в 8 пятилетке (1966-1970) был награждён орденом Ленина.
Как передовик возглавил комплексную бригаду по изготовлению штампов в 5-м цехе.
В 1977 году отмечалось 20-летие завода «Калугаприбор», в связи с чем большая группа его работников была удостоена государственных наград.
Указом Президиума Верховного Совета СССР («закрытым») от 8 июня 1977 года за досрочное выполнение государственных планов и личный вклад в развитие промышленности средств связи Волкову Виктору Николаевичу присвоено звание Героя Социалистического Труда с вручением ордена Ленина и золотой медали «Серп и Молот».
С 1989 года — персональный пенсионер союзного значения. Жил в Калуге. Дата смерти не установлена.